# Andrena lapponica
Andrena lapponica ist eine Sandbiene aus der Familie Andrenidae. Sie ist eine solitäre, nestbauende Biene, die jährlich eine Generation hat und in Deutschland von Anfang Mai bis Ende Juni fliegt. Auf Deutsch wird sie manchmal „Heidelbeer-Sandbiene“, „Heidelbeer-Lockensandbiene“ oder „Lappländische Sandbiene“ genannt.

## Merkmale
Die Weibchen dieser Sandbiene sind ca. 11 bis 12 mm lang, die Männchen ca. 9 bis 11 mm. Der Thorax der Weibchen ist rötlichbraun behaart, die Endfranse ist schwarz, die Schienenbürste ist großteils schwarz, nur die untersten Haare weiß. Bei den Männchen ist das Scutellum, das 1., 2. und 6. Tergit gelbbraun behaart.

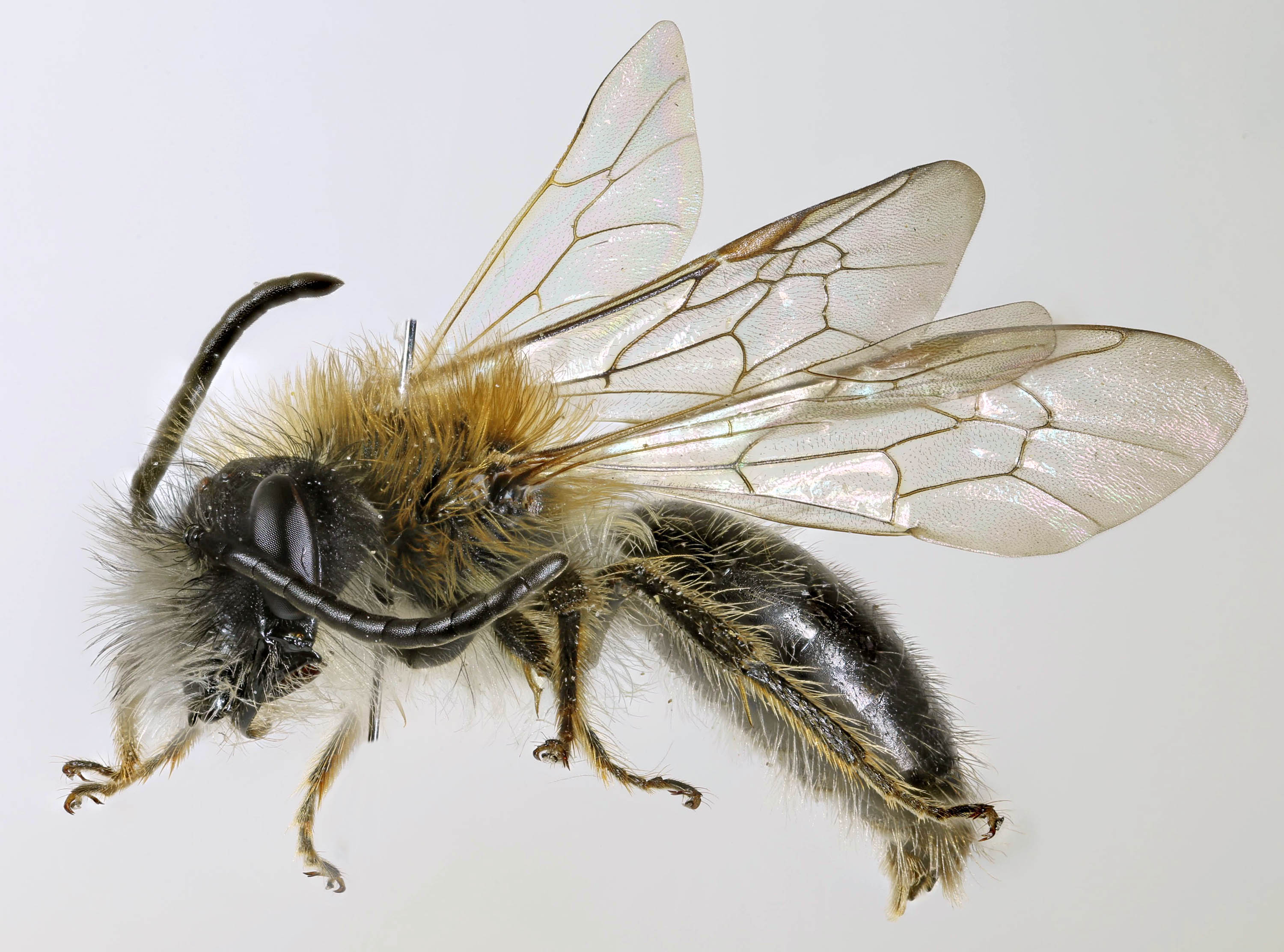
Andrena lapponica, Männchen

Andrena lapponica ist ähnlich wie A. helvola und weitere Arten der Untergattung Andrena (Andrena-helvola-Gruppe), sie alle haben einen großen Flocculus (Haarlocke an der Unterseite der Hinterschenkel). Zum sicheren Bestimmen ist Vergleichsmaterial und Spezialliteratur nötig.

## Verbreitung und Lebensraum
A. lapponica ist in der ganzen Paläarktis verbreitet, von den Pyrenäen über die Ukraine und Zentralasien bis nach Japan. In Europa nordwärts bis Nordschottland, Norwegen, Schweden, Finnland und Russland nördlich des Polarkreises. Südwärts bis zum Südrand der Alpen. In Deutschland, Österreich und der Schweiz in geeigneten Lebensräumen weit verbreitet, nicht aus dem Burgenland gemeldet.

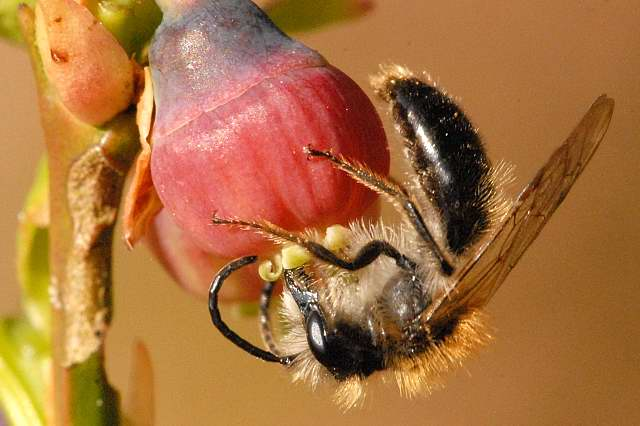
Andrena lapponica

Die Art kommt in lichten Wäldern, vor allem in Nadelwäldern vor, sowie in Moorgebieten und Bergheiden. Sie besiedelt vor allem sandige Böden, von der Ebene bis in alpine Regionen, in den Alpen bis 2300 m.

## Lebensweise
A. lapponica nistet in selbstgegrabenen Hohlräumen an unbewachsenen Stellen, an Wegböschungen, Waldrändern und oft auch an Wegen. Die Nester sind häufig in Aggregationen, manchmal gemeinsam mit Nestern von A. clarkella. A. lapponica hat nur eine Generation im Jahr, sie überwintert im Nest als Imago. Die Weibchen sammeln vor allem Pollen von Heidelbeeren (Vaccinium myrtillus), Preiselbeeren (V. vitis-idaea) und anderen Vaccinium Arten. Sie nistet dort, wo viele Heidelbeeren vorkommen, aber wenn die Heidelbeer-Blüte verregnet ist, können sie auf andere Blüten zum Pollensammeln ausweichen.
Parasiten: Folgende Kuckucksbienen parasitieren an A. lapponica: Nomada panzeri und Nomada glabella  Erwachsene Tiere sind öfters von Fächerflüglern der Gattung Stylops befallen.

## Systematik
A. lapponica gehört in die Untergattung Andrena (Andrena-helvola-Gruppe, oder Nominat-Untergattung). Zu dieser Untergattung gehören unter anderem die einheimischen Arten Andrena apicata, A. clarkella, A. helvola,  A. fucata, A. fulva, A. mitis, A. nycthemera, A. praecox, A. varians. Diese Arten haben einen großen Flocculus und werden deshalb im deutschen manchmal „Lockensandbienen“ genannt.
Von A. lapponica  wurde in Japan die Unterart A. l. sumizome beschrieben, in Ostasien die Unterart  A. l. shirozui. Beide Taxa könnten auch eigenständige Arten sein.